# Salijska dinastija
Salijska dinastija (njem. Salier), poznata i kao Frankonska dinastija, po obiteljskim posjedima u Frankoniji, dinastija njemačkih kraljeva i rimskih careva koja je vladala od 1024. do 1125. godine. Prvi vladar nove dinastije bio je Konrad II., prapraunuk cara Otona I. († 973.), kojeg su izabrali njemački velikaši 1024. godine, nakon smrti cara Henrika II., posljednjeg muškog člana Otonske dinastije. Dinastija je izumrla 1125. godine, smrću cara i kralja Henrika V., kojeg je naslijedio car Lotar III. Saksonac, nakon kojeg je 1138. godine na prijestolje došao unuk Henrika IV., kralj Konrad III. iz dinastija Hohenstaufen.

## Popis njemačkih kraljeva i careva iz Salijske dinastije
- Konrad II. (1024. – 1039., car od 1027.)
- Henrik III. Crni (1039. – 1056., car od 1046.)
- Henrik IV. (1056. – 1106. car od 1084.)
  - Konrad (1087. – 1098., nominalni kralj pod ocem Henrikom IV.)
- Henrik V. (1106. – 1125., car od 1111.)